# Збройні сили Малі
Збройні сили Малі (фр. Forces Armées Maliennes) — сукупність військ Республіки Малі, призначена для захисту свободи, незалежності і територіальної цілісності держави. Складаються з сухопутних військ, повітряних сил, національної жандармерії та національної гвардії.

## Склад збройних сил

### Повітряні сили
За даними журналу FlightGlobal, станом на 2020 рік, на озброєнні повітряних сил Малі були 9 бойових, 1 розвідувальний, 6 транспортних, 4 навчально-тренувальних літаків і 8 багатоцільових і бойових вертольотів.
| Тип           | Виробництво     | Призначення                  | Кількість | Примітки    |        |
| Літаки        | Літаки          | Літаки                       | Літаки    | Літаки      | Літаки |
| ------------- | --------------- | ---------------------------- | --------- | ----------- | ------ |
| МиГ-21        | СРСР            | винищувач                    | 9         |             |        |
| Cessna 208    | США             | розвідувальний літак         | 1         |             |        |
| Ан-26         | СРСР            | транспортний літак           | 1         |             |        |
| BN-2          | Велика Британія | транспортний літак           | 1         |             |        |
| BT-67         | США             | транспортний літак           | 1         |             |        |
| C-295         | Іспанія         | транспортний літак           | 1         |             |        |
| Y-12          | КНР             | транспортний літак           | 2         |             |        |
| EMB-314       | Бразилія        | навчально-бойовий літак      | 3         |             |        |
| SF.260        | Італія          | навчально-тренувальний літак | 1         |             |        |
| Вертольоти    |                 |                              |           |             |        |
| AS.332        | Франція         | багатоцільовий вертоліт      | 2         |             |        |
| Ми-24 / Ми-35 | СРСР            | транспортно-бойовий вертоліт | 6         | 2 замовлено |        |

Розпізнавальний знак
Знак на кіль